# Vượn cáo cổ khoang đen trắng
Vượn cáo cổ khoang đen trắng (danh pháp hai phần: Varecia variegata) là một trong hai loài vượn cáo cổ khoang nguy cấp đặc hữu đảo Madagascar. Dù có phạm vi phân bố rộng hơn loài vượn cáo cổ khoang đỏ, nó có số lượng ít hơn nhiều và phân tán có mật độ thấp hơn và cô lập về sinh sản.

## Hình ảnh

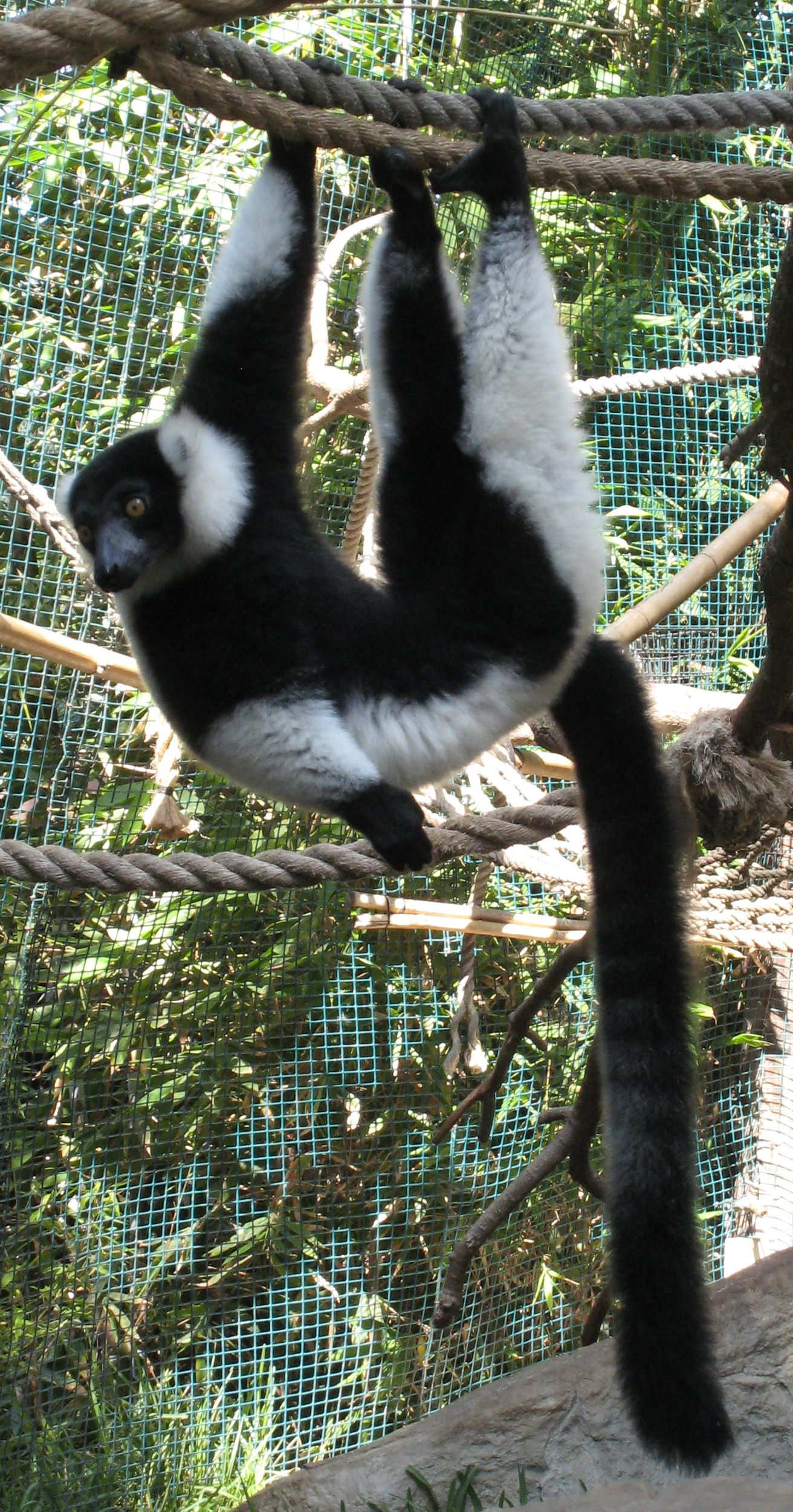
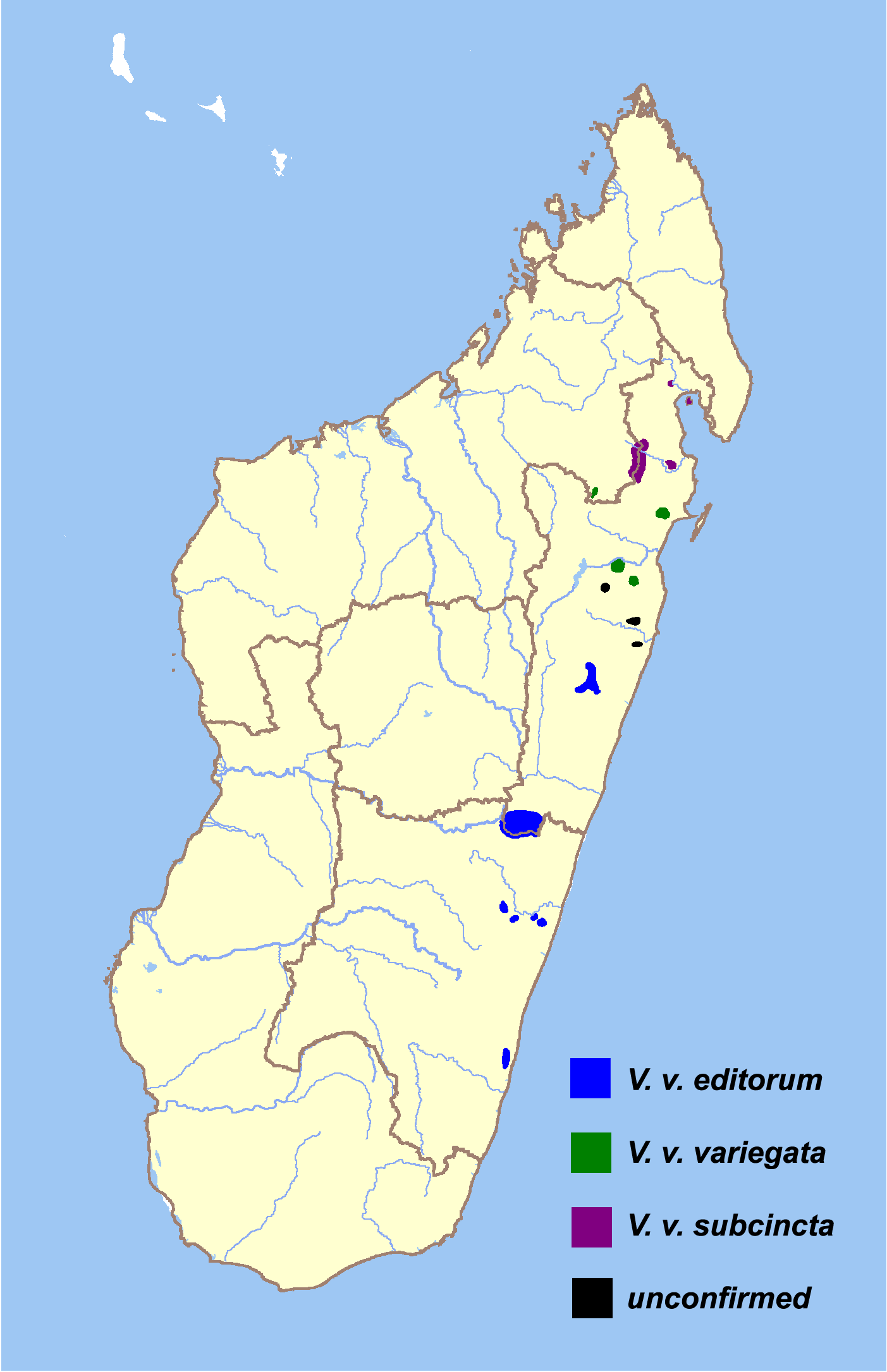
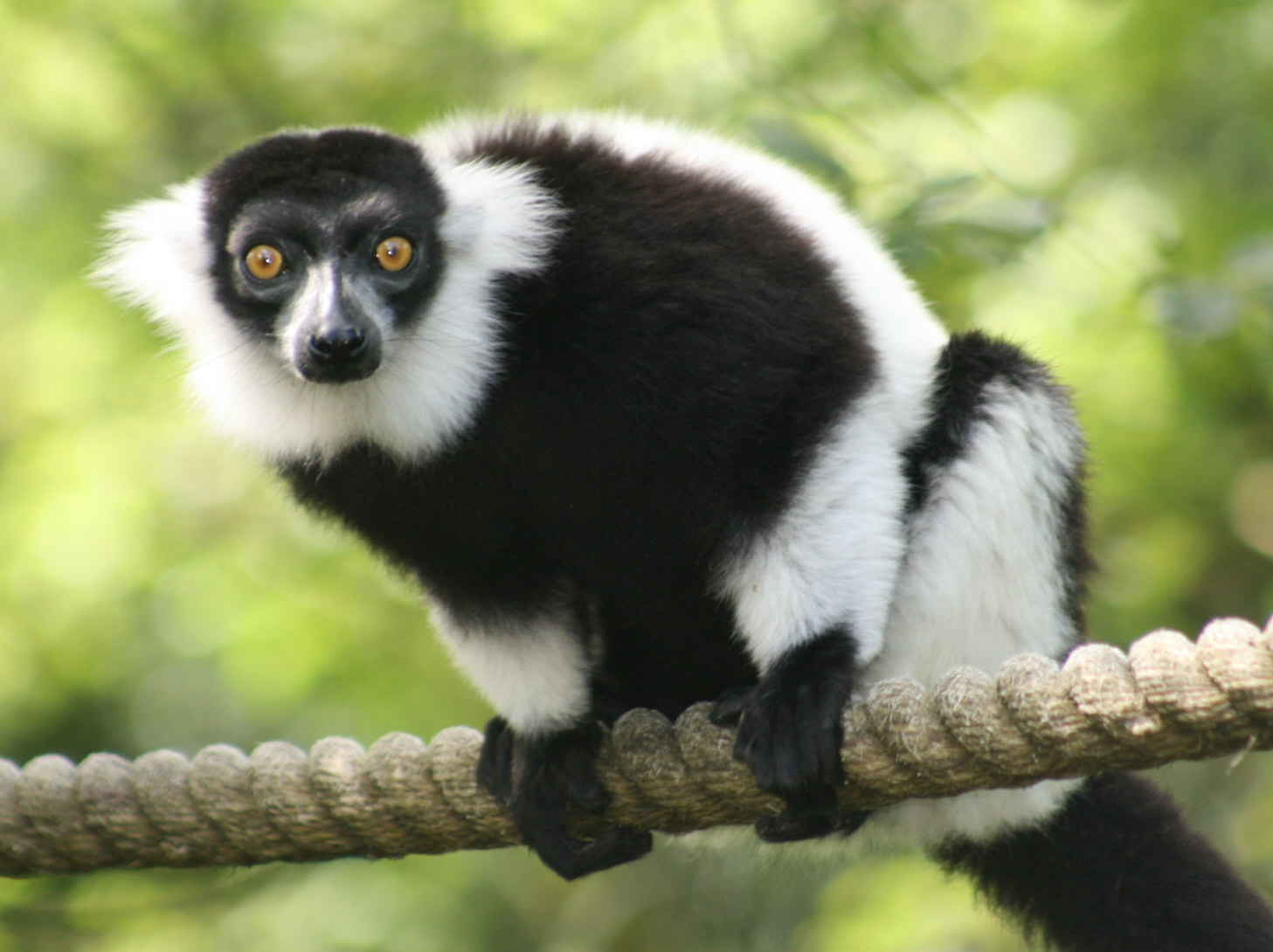
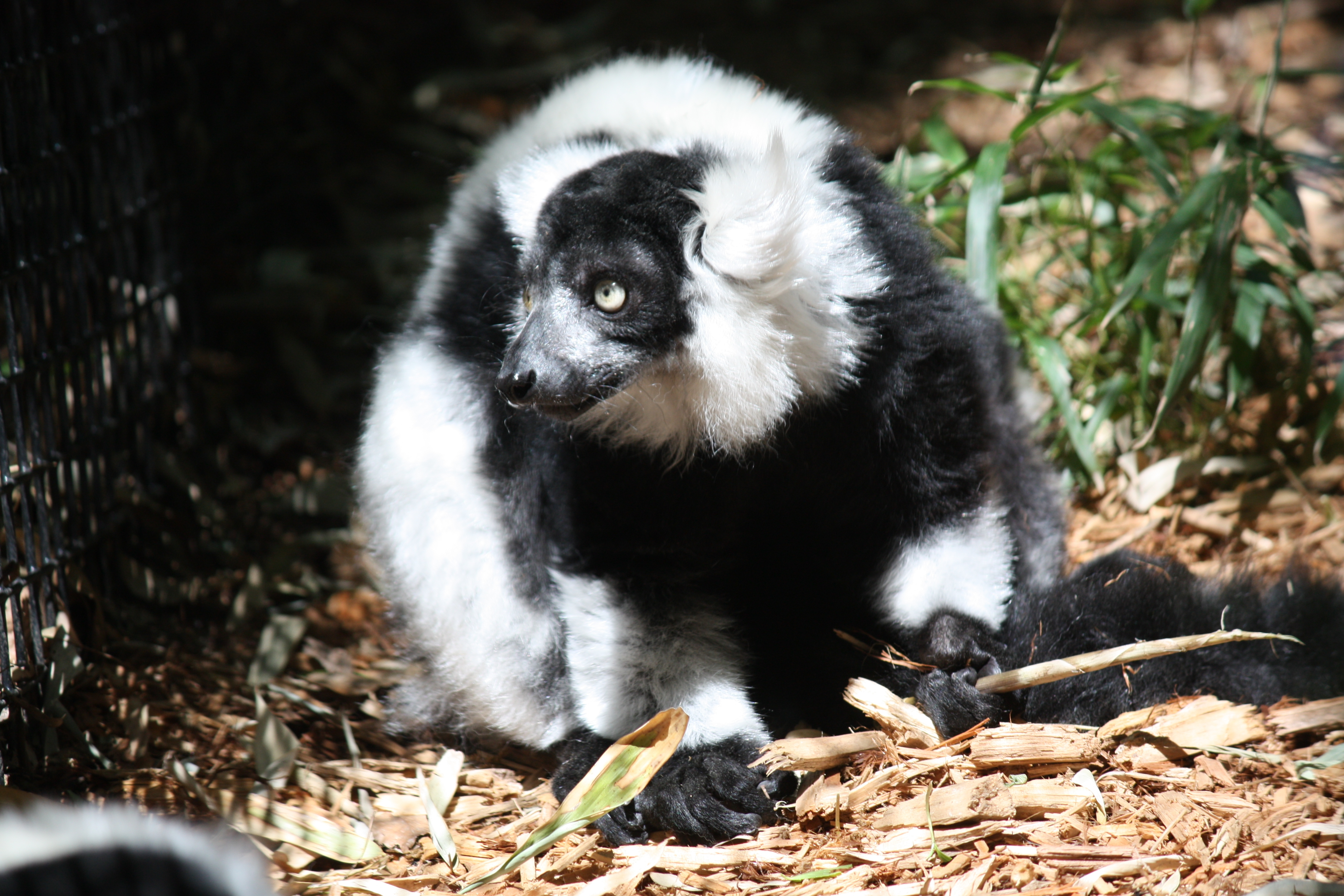